# Annamie Paul
Annamie Paul (Toronto, 3 de noviembre de 1972) es una abogada y política canadiense. Paul fue la primera mujer negra y judía en dirigir un partido nacional y federal en Canadá, como líderesa del Partido Verde de Canadá.

## Biografía
Annamie Paul nació el 3 de noviembre de 1972 en la ciudad de Toronto, Ontario, Canadá. Es hermana mayor de la actriz Ngozi Paul 
Paul es hija de madre sancristobaleña y padre dominiqués que se mudaron a Canadá a principios de los años 1960.

## Trayectoria
Paul es licenciada en derecho por la Universidad de Ottawa y tiene un máster en asuntos públicos por la Universidad de Princeton.
En 2000, Paul fundó el Centro Canadiense para el Liderazgo Político (CCPL), una organización benéfica que formaba a mujeres y minorías infrarrepresentadas para presentarse a cargos electos.    
El 3 de octubre del 2020 resultó electa líder del Partido Verde de Canadá.De esta manera, se convirtió en la primera mujer negra en dirigir un partido nacional y federal en Canadá. Se adjudicó la victoria con 12 090 votos en contra de su competidor más cercano, Dimitri Lascaris, un abogado abogado radical ecosocialista, quien obtuvo 10 081 votos.
En 2021, miembros de su partido la acusaron de ejercer un control indebido e iniciaron una votación para deponerla.Por esta razón, ella presentó su renuncia.